# North African Tri Nations 2016
El North African Tri Nations del 2016, también llamado Tri Nations of Maghreb se trató de la primera edición del triangular de selecciones masculinas de rugby que organiza la World Rugby y cuenta con el apoyo de Rugby Afrique, además de celebrarse por primera vez un torneo de este deporte en Argelia. Los 3 partidos se llevaron a cabo en el Estadio Ahmed Zabana de Orán entre el 17 al 24 de diciembre.

## Equipos participantes
- Selección de rugby de Argelia (Cachorros de León)
- Selección de rugby de Marruecos (Los Leones del Atlas)
- Selección de rugby de Túnez

## Posiciones[3]
| Pos. | Equipo    | Encuentros | Encuentros | Encuentros | Encuentros | Tantos  | Tantos    | Tantos     | Puntos Bonus | Puntos Totales |
| Pos. | Equipo    | jugados    | ganados    | empatados  | perdidos   | a favor | en contra | diferencia | Puntos Bonus | Puntos Totales |
| ---- | --------- | ---------- | ---------- | ---------- | ---------- | ------- | --------- | ---------- | ------------ | -------------- |
| 1    | Marruecos | 2          | 2          | 0          | 0          | 26      | 23        | + 3        | 0            | 8              |
| 2    | Túnez     | 2          | 1          | 0          | 1          | 28      | 29        | - 1        | 1            | 5              |
| 3    | Argelia   | 2          | 0          | 0          | 2          | 26      | 28        | - 2        | 2            | 2              |

Nota: Se otorgan 4 puntos al equipo que gane un partido y 2 al que empate
Puntos Bonus: 1 punto por convertir 4 tries o más en un partido y 1 al equipo que pierda por no más de 7 tantos de diferencia

## Resultados

### Primera fecha
|  | Argelia | 11 - 12 | Marruecos |  |  |
|  |         | Reporte |           |  |  |

### Segunda fecha
|  | Túnez | 12 - 14 | Marruecos |  |  |
|  |       | Reporte |           |  |  |

### Tercera fecha
|  | Argelia | 15 - 16 | Túnez |  |  |
|  |         | Reporte |       |  |  |

| Bandera de Marruecos |
| Campeón Marruecos    |
| Primer título        |